# كأس التحدي الأوروبي 2012–13
كأس التحدي الأوروبي 2012–13 (بالإسبانية: European Challenge Cup 2012-13)‏ هو الموسم 17 من  كأس التحدي الأوروبي. أقيم خلال الفترة 11 أكتوبر 2012 وحتى 17 مايو 2013، وفاز فيه لينستر رغبي.